# Canton de Sainte-Enimie
Le canton de Sainte-Enimie était une division administrative française, située dans le département de la Lozère.

## Composition
| Nom                       | Code Insee | Intercommunalité                            | Superficie (km2) | Population (dernière pop. légale) | Densité (hab./km2) |
| ------------------------- | ---------- | ------------------------------------------- | ---------------- | --------------------------------- | ------------------ |
| Sainte-Enimie (chef-lieu) | 48146      | CC des Gorges du Tarn et des Grands Causses | 87,34            | 529 (2014)                        | 6,1                |
| La Malène                 | 48088      | CC Gorges Causses Cévennes                  | 40,68            | 153 (2014)                        | 3,8                |
| Mas-Saint-Chély           | 48141      | CC Gorges Causses Cévennes                  | 56,81            | 119 (2014)                        | 2,1                |
| Montbrun                  | 48101      | CC des Gorges du Tarn et des Grands Causses | 29,97            | 109 (2014)                        | 3,6                |
| Quézac                    | 48122      | CC des Gorges du Tarn et des Grands Causses | 26,91            | 337 (2014)                        | 13                 |

## Démographie
| 1962  | 1968  | 1975  | 1982  | 1990  | 1999  | 2006  | 2011  | 2012  |
| ----- | ----- | ----- | ----- | ----- | ----- | ----- | ----- | ----- |
| 1 423 | 1 282 | 1 238 | 1 112 | 1 076 | 1 105 | 1 186 | 1 268 | 1 256 |

## Représentation
Sources : Annuaires du département de la Lozère. https://gallica.bnf.fr/ark:/12148/cb326955871/date

### Conseillers généraux de 1833 à 2015
| Période | Période      | Identité                                         | Étiquette               | Qualité |
| ------- | ------------ | ------------------------------------------------ | ----------------------- | --- |
| 1833    | 1842         | Guillaume Urbain Paradan                         |                         | Propriétaire, maire de Sainte-Enimie |
| 1842    | 1852 (décès) | Marc Auguste Barrandon (1797-1852)               |                         | Juge de paix, maire de Sainte-Enimie, conseiller d'arrondissement |
| 1852    | 1862 (décès) | Osmin Jaffard                                    |                         | Juge d'instruction à Mende |
| 1862    | 1880         | Urbain Deltour                                   | Droite                  | Propriétaire, maire de Sainte-Enimie |
| 1880    | 1886         | Félix Barrandon                                  | Républicain             | Docteur-médecin à Mende Maire de Saint-Etienne-du-Valdonnez, ancien conseiller d'arrondissement                                                                       |
| 1886    | 1904         | Louis Barrandon (1857-1910) (frère du précédent) | Républicain             | Juge de paix à Florac Maire de Sainte-Enimie |
| 1904    | 1910         | Urbain Deltour (1877-1967)                       | Libéral                 | Brasseur à Mende Propriétaire à La Canourgue Maire de Sainte-Enimie (1904-1919)                                                                                       |
| 1910    | 1910 (décès) | Louis Barrandon                                  | Rad.                    | Juge de paix à Florac Ancien maire de Sainte-Enimie |
| 1911    | 1919         | Urbain Deltour                                   | Libéral URD             | Brasseur à Mende Propriétaire à La Canourgue Maire de Sainte-Enimie                                                                                                   |
| 1919    | 1922         | Clément Barrandon                                | Rad.                    | Maire de Sainte-Enimie (1919-1925) |
| 1922    | 1940         | Urbain Deltour                                   | Libéral URD             | Propriétaire à La Canourgue Maire de Sainte-Énimie (1925-1935) Membre de la Commission administrative de la Lozère (1941-1942) Nommé conseiller départemental en 1942 |
|         |              |                                                  |                         | |
| 1945    | 1949         | Albert Pourquier (1915-1972)                     | MRP                     | |
| 1949    | 1955         | Pierre Delmas                                    | Rad.                    | Médecin à Sainte-Énimie |
| 1955    | 1961         | Auguste Pagès                                    | DVD                     | Ingénieur du Génie rural |
| 1961    | 1970 (décès) | Pierre Delmas                                    | Rad.                    | Médecin Maire de Sainte-Énimie |
| 1970    | 2010 (décès) | Jean-Jacques Delmas                              | DVD puis UDF puis MoDem | Médecin généraliste député (1993-1997), maire de Mende (1983-2008) président de la Communauté de Communes de la Haute Vallée d'Olt                                    |
| 2010    | 2015         | François Gaudry                                  | DVG-FG                  | Directeur d'une entreprise d'insertion retraité Maire de Sainte-Enimie (2008-2014)                                                                                    |

### Conseillers d'arrondissement (de 1833 à 1940)
| Période                                  | Période      | Identité                            | Étiquette   | Qualité |
| ---------------------------------------- | ------------ | ----------------------------------- | ----------- | --- |
| 1833                                     | 1842         | Marc Auguste Barrandon              |             | Propriétaire, maire de Sainte-Énimie                                                                                        |
| 1842                                     | 1859 (décès) | Jean Baptiste Malafosse (1790-1859) |             | Avocat, propriétaire, adjoint au maire de Quézac                                                                            |
| 1859                                     | 1867         | François de Roquetaillade (1818-?)  |             | Capitaine en retraite, propriétaire, maire de La Malène (1859-1864) Élu conseiller général du canton de Peyreleau (Aveyron) |
| 1867                                     | 1870         | Félix Barrandon                     | Républicain | Médecin à Mende, propriétaire à Saint-Étienne-du-Valdonnez                                                                  |
| 1870                                     | 1883         | Jean-Camille Monginoux              |             | Avoué à Florac |
| 1883                                     | 1886         | M. Barrandon                        |             | Aspirant au notariat, Sainte-Énimie                                                                                         |
| 1886                                     | 1895         | M. Malafosse                        |             | Avocat et avoué à Mende |
| 1895                                     | 1907         | M. Portalier                        |             | Médecin à Florac |
| 1907                                     | 1919         | Denis Robert                        | Libéral     | Docteur-médecin à Sainte-Énimie                                                                                             |
| 1919                                     | 1925         | Joseph Domeizel                     | Gauche      | Greffier de la justice de paix, propriétaire à Sainte-Énimie                                                                |
| 1925                                     | 1940         | Denis Robert                        | Libéral     | Médecin à Sainte-Énimie |
| 1940                                     |              |                                     |             | Les conseils d'arrondissement ont été suspendus par la loi du 12 octobre 1940 et n'ont jamais été réactivés                 |
| Les données manquantes sont à compléter. |              |                                     |             | |